# Antoine Jimenez
Pour les articles homonymes, voir Jiménez.
Ne doit pas être confondu avec Antoine Gimenez.

a Compétitions nationales et continentales officielles uniquement.

b Matchs officiels uniquement.
Dernière mise à jour le http://www.rugbyleagueproject.org/coaches/antoine-jiminez/summary.html.
Antoine Jimenez, né le 9 mai 1929 à Mauleon-Licharre, décédé le 19 novembre 2019 à Sarlat-la-Canéda, est un joueur de rugby à XIII international français, évoluant au poste de centre ou demi d'ouverture. Il a notamment pris part à la finale de la Coupe du monde 1954 perdue contre l'Australie. En club, il a évolué à Villeneuve-sur-Lot.
De 1960 à 1978, il devient le premier directeur technique national de l'histoire du rugby à XIII français.

## Biographie
Grand espoir du rugby à XV, Jimenez formait un trio magique à la Section Paloise, avec Jean Hatchondo et André Carrère, avant de passer au rugby à XIII à Villeneuve-sur-Lot en 1951, avec son frère d’armes béarnais, Pascal Eito.
A la Section Jimenez s'affirme comme l'un des meilleurs demi d'ouverture du rugby français.
Comme ses compères Hatchondo et Carrère , Jimenez abandonne son club formateur et passe à XIII. La Section, se sentant prise pour cible par le jeu à XIII effectue une mise au point dans les colonnes de La République des Pyrénées
Antoine Jimenez, évoluant alors à Villeneuve-sur-Lot, est appelé à disputer la première édition, se déroulant en France, de la Coupe du monde de rugby à XIII en 1954. Il participe à toutes les rencontres de l'équipe de France dont la finale contre l'Angleterre le 13 novembre 1954 au Parc des Princes à Paris devant 30 368 spectateurs mais ne peut empêcher l'Angleterre de soulever sa première Coupe du monde. Il est également appelé en sélection pour la tournée en Australie en 1955 et à la Coupe du monde 1957. Il endosse au cours de sa carrière à 34 reprises le maillot de l'équipe de France.
Après sa carrière sportive, il devient le premier directeur technique national au sein de la fédération française de rugby à XIII, de 1960 à 1978.

## Carrière en équipe de France

### Palmarès
- Coupe du monde :
  - finaliste en 1954 (France)

- Championnat de France :
  - vainqueur en 1959 (Villeneuve-sur-Lot)

- Coupe de France :
  - vainqueur en 1958 (Villeneuve-sur-Lot)
  - finaliste en 1953 (Villeneuve-sur-Lot).

### En sélection

#### Détails en sélection
Récapitulation des 32 matches en sélection d'Antoine Jimenez. Il a joué 21 fois au centre et onze fois à l'ouverture et a marqué six essais en tout.
| Matches internationaux d'Antoine Jimenez sous les couleurs de la France |                  |          |                |                  |        |        |      |       |
| Date                                                                    | Adversaire       | Résultat | Compétition    | Poste            | Points | Essais | Pen. | Drops |
| 11 avril 1953                                                           | Angleterre       | 13-15    | Coupe d'Europe | centre           | –      | –      | –    | –     |
| 7 novembre 1953                                                         | Angleterre       | 5-7      | Coupe d'Europe | demi d'ouverture | –      | –      | –    | –     |
| 9 janvier 1954                                                          | États-Unis       | 31-0     | amical         | centre           | –      | –      | –    | –     |
| 30 octobre 1954                                                         | Nouvelle-Zélande | 22-13    | Coupe du monde | demi d'ouverture | –      | –      | –    | –     |
| 7 novembre 1954                                                         | Grande-Bretagne  | 13-13    | Coupe du monde | demi d'ouverture | –      | –      | –    | –     |
| 11 novembre 1954                                                        | Australie        | 15-5     | Coupe du monde | demi d'ouverture | –      | –      | –    | –     |
| 13 novembre 1954                                                        | Grande-Bretagne  | 12-16    | Coupe du monde | demi d'ouverture | –      | –      | –    | –     |
| 11 juin 1955                                                            | Australie        | 8-20     | amical         | demi d'ouverture | –      | –      | –    | –     |
| 6 août 1955                                                             | Nouvelle-Zélande | 19-9     | amical         | centre           | –      | –      | –    | –     |
| 13 août 1955                                                            | Nouvelle-Zélande | 6-11     | amical         | centre           | –      | –      | –    | –     |
| 8 janvier 1956                                                          | Nouvelle-Zélande | 24-7     | amical         | centre           | 3      | 1      | –    | –     |
| 23 décembre 1956                                                        | Australie        | 6-10     | amical         | centre           | –      | –      | –    | –     |
| 3 janvier 1956                                                          | Australie        | 21-25    | amical         | centre           | –      | –      | –    | –     |
| 15 juin 1957                                                            | Grande-Bretagne  | 5-23     | Coupe du monde | centre           | –      | –      | –    | –     |
| 22 juin 1957                                                            | Australie        | 9-26     | Coupe du monde | centre           | –      | –      | –    | –     |
| 3 novembre 1957                                                         | Grande-Bretagne  | 14-25    | amical         | centre           | 6      | 2      | –    | –     |
| 23 novembre 1957                                                        | Grande-Bretagne  | 15-44    | amical         | demi d'ouverture | –      | –      | –    | –     |
| 2 mars 1958                                                             | Grande-Bretagne  | 9-23     | amical         | centre           | –      | –      | –    | –     |
| 16 avril 1958                                                           | Grande-Bretagne  | 8-19     | amical         | centre           | 3      | 1      | –    | –     |
| 22 novembre 1958                                                        | Grande-Bretagne  | 26-8     | amical         | centre           | –      | –      | –    | –     |
| 1er mars 1959                                                           | Pays de Galles   | 25-8     | amical         | centre           | –      | –      | –    | –     |
| 14 mars 1959                                                            | Grande-Bretagne  | 15-50    | amical         | demi d'ouverture | –      | –      | –    | –     |
| 5 avril 1959                                                            | Grande-Bretagne  | 24-15    | amical         | centre           | –      | –      | –    | –     |
| 31 octobre 1959                                                         | Australie        | 19-20    | amical         | centre           | –      | –      | –    | –     |
| 20 décembre 1959                                                        | Australie        | 2-17     | amical         | centre           | –      | –      | –    | –     |
| 6 mars 1960                                                             | Grande-Bretagne  | 20-18    | amical         | centre           | 3      | 1      | –    | –     |
| 26 mars 1960                                                            | Grande-Bretagne  | 17-17    | amical         | centre           | 3      | 1      | –    | –     |
| 11 juin 1960                                                            | Australie        | 8-8      | amical         | centre           | –      | –      | –    | –     |
| 2 juillet 1960                                                          | Australie        | 6-56     | amical         | centre           | –      | –      | –    | –     |
| 16 juillet 1960                                                         | Australie        | 7-5      | amical         | demi d'ouverture | –      | –      | –    | –     |
| 23 juillet 1960                                                         | Nouvelle-Zélande | 2-9      | amical         | demi d'ouverture | –      | –      | –    | –     |
| 6 août 1960                                                             | Nouvelle-Zélande | 3-9      | amical         | demi d'ouverture | –      | –      | –    | –     |